# 絨牙椎鯛
絨牙椎鯛為輻鰭魚綱鱸形目鱸亞目鯛科的其中一種，分布於西印度洋區，從馬達加斯加南部至南非海域，棲息深度可達60公尺，體長可達45公分，棲息在岩石底質海域，屬雜食性，以甲殼類、海藻為食，可做為食用魚。